# Prix mondial Cino Del Duca
Der Prix mondial Cino Del Duca (Internationaler Preis Cino Del Duca) ist eine bedeutende literarische Auszeichnung, die 1969 von Simone Del Duca (1912–2004) in Frankreich ins Leben gerufen wurde. Der Preis ist nach ihrem verstorbenen Mann benannt, dem Verlagsmagnaten Cino Del Duca (1899–1967). Der Prix mondial Cino Del Duca honoriert Schriftsteller, deren literarische oder wissenschaftliche Werke dazu beitragen, Botschaften des modernen Humanismus zu verbreiten. Das Preisgeld beträgt 200.000 Euro (Stand 2021).
Verantwortlich für die Vergabe des Prix mondial Cino Del Luca ist die 1975 von Simone Del Duca gegründete Simone-und-Cino-Del-Duca-Stiftung, die sich verschiedenen philanthropischen Anliegen widmet. Nach ihrem Tod 2004 wurde die Stiftung unter die Schirmherrschaft des Institut de France gestellt. Dort wird der Preis vornehmlich für schriftstellerische Leistung vergeben, die Jury setzt sich aber aus Mitgliedern aller Sparten des Institut de France zusammen.
Es gibt auch einen Preis der Stiftung für Archäologie, einen für Kunst und einen für Wissenschaft.
Es gibt noch andere hochdotierte Preise der Stiftung, so den Prix scientifique Cino Del Duca und den Prix d’archéologie Cino Del Duca.

## Preisträger
- 1969: Konrad Lorenz, österreichischer Zoologe und Verhaltensforscher
- 1970: Jean Anouilh, französischer Dramatiker
- 1971: Ignazio Silone, italienischer Autor
- 1972: Victor Weisskopf, österreichisch-US-amerikanischer Physiker
- 1973: Jean Guéhenno, französischer Schriftsteller
- 1974: Andrei Sacharow, sowjetischer Atomphysiker
- 1975: Alejo Carpentier, kubanischer Schriftsteller
- 1976: Lewis Mumford, US-amerikanischer Historiker
- 1977: Germaine Tillion, französischer Anthropologe
- 1978: Léopold Sédar Senghor, senegalesischer Dichter und Staatsmann
- 1979: Jean Hamburger, französischer Chirurg und Essayist
- 1980: Jorge Luis Borges, argentinischer Schriftsteller
- 1981: Ernst Jünger, deutscher Autor
- 1982: Yaşar Kemal, türkischer Schriftsteller
- 1983: Jacques Ruffié, französischer Schriftsteller und Pädagoge
- 1984: Georges Dumézil, französischer Sprachwissenschaftler
- 1985: William Styron, US-amerikanischer Schriftsteller
- 1986: Thierry Maulnier, französischer Schriftsteller
- 1987: Denis Burkitt, britischer Chirurg
- 1988: Henri Gouhier, französischer Philosoph und Historiker
- 1989: Carlos Chagas Filho, brasilianischer Arzt und Biologe
- 1990: Jorge Amado, brasilianischer Schriftsteller
- 1991: Michel Jouvet, französischer Neurologe
- 1992: Ismail Kadare, albanischer Schriftsteller
- 1993: Robert Mallet, französischer Dichter und Essayist
- 1994: Yves Pouliquen, französischer Medizinforscher
- 1995: Yves Bonnefoy, französischer Dichter und Essayist
- 1996: Alain F. Carpentier, französischer Herzchirurg
- 1997: Václav Havel, tschechischer Schriftsteller und Staatsmann
- 1998: Wang Zhenyi, chinesischer Pathophysiologe
- 1999: Henri Amouroux, französischer Historiker
- 2000: Jean Leclant, französischer Ägyptologe
- 2001: Yvon Gattaz, französischer Geschäftsmann
- 2002: François Nourissier, französischer Schriftsteller
- 2003: Nicole Le Douarin, französische Embryologin
- 2004: keine Vergabe
- 2005: Simon Leys, belgischer Schriftsteller
- 2006: Jean Clair, französischer Essayist und Kunsthistoriker
- 2007: Mona Ozouf, französische Historikerin und Schriftstellerin
- 2008: Mario Vargas Llosa, peruanisch-spanischer Schriftsteller
- 2009: Milan Kundera, französisch-tschechischer Schriftsteller
- 2010: Patrick Modiano, französischer Schriftsteller
- 2011: keine Vergabe
- 2012: Trịnh Xuân Thuận, vietnamesischer Astrophysiker und Schriftsteller
- 2013: Robert Darnton, amerikanischer Kulturhistoriker
- 2014: Andreï Makine, französischer Schriftsteller
- 2015: Thomas W. Gaehtgens, deutscher Kunsthistoriker
- 2016: Sylvie Germain, französische Schriftstellerin
- 2017: Benedetta Craveri, italienische Historikerin
- 2018: Philippe Jaccottet, französisch-schweizer Dichter und Übersetzer
- 2019: Kamel Daoud, algerischer Schriftsteller
- 2020: Joyce Carol Oates, US-amerikanische Schriftstellerin
- 2021: Maryse Condé, französische Schriftstellerin
- 2022: Haruki Murakami, japanischer Schriftsteller
- 2023: Dương Thu Hương, vietnamesische Schriftstellerin[1]